# Giffaumont-Champaubert
Giffaumont-Champaubert település Franciaországban, Marne megyében. Lakosainak száma 286 fő (2022. január 1.). Giffaumont-Champaubert Sainte-Marie-du-Lac-Nuisement, Éclaron-Braucourt-Sainte-Livière, Planrupt, Arrigny, Châtillon-sur-Broué, Larzicourt, Outines és Rives Dervoises községekkel határos.

## Népesség
A település népességének változása:
| Lakosok száma | 273  | 215  | 227  | 256  | 262  | 267  | 272  | 274  | 277  | 286  |
|               | 1968 | 1982 | 1990 | 2006 | 2013 | 2015 | 2017 | 2019 | 2020 | 2022 |